# Alexandre Tsekalo
Alexandre Ievguenievitch Tsekalo (en russe : Александр Евгеньевич Цекало), né le 22 mars 1961 à Kiev (URSS), est un musicien, acteur, animateur de radio et de télévision, et producteur, soviétique puis russe.

## Biographie
Alexandre Ievguenïévitch Tsekalo nait le 22 mars 1961 à Kiev. Son père, Ievgueni Borissovitch Tsekalo, ukrainien, est ingénieur thermique, sa mère, Elena Leonidovna Volkova, d'origine juive ukrainienne, est mère au foyer. Alexandre se forme jeune au piano et apprend la guitare. Il joue dans les spectacles donnés par son école, et crée le groupe « Ça ». Il participe également, en amateur, aux diverses créations théâtrales.
Son diplôme d'étude approfondie de la langue anglaise obtenu à l'école de Kiev en 1978, Alexandre s'inscrit aux cours par correspondance de l'Université technologique d'État des polymères d'origine végétale de Léningrad, tout en travaillant comme ajusteur monteur et jouant au théâtre amateur, à Kiev. En 1979 il crée le quatuor « Chapeau ». Plus tard, à l'invitation de l'école du Cirque et des variétés de la ville de Kiev, l'ensemble des membres du quartet est autorisé à suivre les enseignements de deuxième année.
Diplômé de l'Université des polymères de Léningrad, il exerce différents petits métiers : laborantin en chimie, ajusteur monteur, et plus tard, pour le théâtre des variétés de Kiev, il aide à monter les scènes et s'occupe de l'éclairage pour les concerts donnés. En 1985 il joue avec l'Orchestre philharmonique de la ville d'Odessa. Il forme en 1986 avec la chanteuse Lolita Miliavskaïa le duo de cabaret « L'Académie ». Ils arrivent à Moscou en 1989. Le duo se produit alors sur différentes scènes de spectacle, dans des clubs, des restaurants. Au milieu des années 1990, la troupe s'étant élargie, les acteurs de « L'Académie » deviennent l'une des troupes les plus populaires de la scène humoristique.
Ils participent au tournage des spots publicitaires de la société d'investissement « Khoper Invest », société plus tard condamnée pour vente pyramidale. En 1996, Lolita et Alexandre commencent à présenter le programme « Bonjour le pays! ». Après l'essoufflement du cabaret « L'Académie » en 2000, Tsekalo s'implique dans de nombreux projets à la télévision, notamment le très populaire « Les principales Chansons d'Antan », et est la voix du film historique Chroniques privées. Monologue.
En 2001 il obtient le rôle principal du film du metteur en scène d'origine arménienne, Tigran Keossaïan, Le Muguet d'argent, dans lequel il donne la réplique, entre autres, à Iouri Stoïanov et à l'immense acteur Vladimir Iline.
En octobre 2002, la comédie musicale Nord-Ost est pris en otage avec le public lors de la prise d’otage du théâtre de Moscou.
Jusqu'en février 2003, Tsekalo est le producteur exécutif de la comédie musicale Nord-Ost, puis producteur exécutif de la compagnie « Le Music-hall Russe » et metteur en scène de la comédie musicale 12 chaises.
Depuis septembre 2002 il occupe le poste de producteur exécutif sur la chaîne de télévision STS.
En 2006, Tsekalo devient l'un des principaux animateurs de la Première chaîne où il présente successivement les émissions « Deux étoiles », « Une Minute de gloire » et « La grande différence ».
Il a en outre mis en scène les soirées récitals d'Igor Kroutoï, le festival de cinéma Kinotaur, les concerts d'Angelika Varoum et Alsou.
À propos de sa spiritualité, Alexandre dit : « Je respecte toutes les religions, mais je suis moi-même athée ».

## Vie privée
- Première épouse : Aliona Schifferman, soliste de la troupe du « Chapeau ».
- Deuxième épouse : Lolita Miliavskaïa, avec laquelle ils ont une fille, Eva. Ils divorcent en 2000.
- En relation libre avec Iana Samoïlova, elle est agent artistique de la chanteuse Alsou lorsque celle-ci atteint la deuxième place du Concours Eurovision de la chanson 2000 à Stockholm, animatrice de télévision et maintenant femme d'affaires.
- Troisième épouse : Viktoria Viktorovna Galouchka (naissance en 1985) (sœur cadette de la chanteuse et présentatrice télé Vera Brejneva. Le mariage n'est pas rendu public en janvier 2008 et n'est connu que de quelques amis. Le couple vit maintenant dans une maison qu'a fait construire Alexandre Tsekalo, dans la banlieue moscovite. Ils ont une fille, Alexandra, née le 31 octobre 2008.
- Belle-sœur : la chanteuse Vera Brejneva, naissance en 1982.

## Musique
Depuis l'enfance Alexandre joue de la musique, avec une préférence pour la guitare basse (dont il joue notamment dans l'émission « Projectorparishilton »)
- 1986‒2000 — Groupe musical du cabaret duo « L'Académie »
- 1992 — Une petite révolution (disque vinyle)
- 1994 — Ce n'est pas une danse de salon
- 1995 — Tu veux mais te tais
- 1995 — Une petite révolution (CD)
- 1997 — Mariage
- 1998 — Les empreintes digitales
- 1999 — Tou-tou-tou, na-na-na
- 2001 — Nord-Ost (comédie musicale, producteur)
- 2003 — 12 chaises (comédie musicale, producteur, metteur en scène, coauteur avec le poète Aleksandr Voulikh)

## Télévision
- 1993 — « Télé-pizza », présentation avec Lolita Miliavskaïa
- 1994 — « Académie », sur la 1re chaîne Ostankino, le programme est diffusé quelques mois
- 1995 — « Le courrier du matin », sur la chaîne ORT, dorénavant Première chaîne, présentation avec Lolita Miliavskaïa
- 1995 — joue le rôle d'un musicien raté dans quelques épisodes de la série télévisée « Cabaret maxi-show », participation de Lolita Miliavskaïa
- 1997 — « Bonjour le pays! », sur la chaîne RTR, dorénavant Russie 1, présentation avec Lolita Miliavskaïa
- 3 décembre 2001‒2002 — jeu télévisé « La cupidité », sur la chaîne NTV
- 2002‒1er juin 2002 — responsable du département divertissement de la chaîne STS
- 2004—2007 — « La musique est bonne », sur la chaîne STS, présentation avec Tina Kandelaki et Anastasia Zavorotniouk, producteur exécutif
- « La vie est belle », sur la chaîne STS, producteur
- « Les plus intelligents », sur la chaîne STS, producteur
- « Tu es top-modèle », sur la chaîne STS
- 2004 — « Les bonnes blagues », sur la chaîne STS, producteur
- 2004 — concert du Nouvel An « La nuit disco », sur la chaîne STS, producteur
- 2005 — téléfilm « Sur la vague de ma mémoire », sur la chaîne STS, producteur
- 2006—2007 — « 6 images », sur la chaîne STS, producteur
- 2006 — « Deux étoiles », sur la Première chaîne, première saison, présentation avec Lolita Miliavskaïa
- 2006—2007 — « Dieu merci, tu es venu! », sur la chaîne STS, présentation avec Mikhaïl Chatz, producteur exécutif
- 2006 — concert du Nouvel An « La nuit des enfants », sur la chaîne STS, producteur exécutif
- 2007 — « Jeux d'esprits », sur la chaîne STS, présentateur, concepteur, producteur exécutif
- 25 juin 2007‒29 juillet 2008 — directeur général adjoint de la Première chaîne pour les émissions spéciales
- 2007 ‒ jusqu'à ce jour, producteur exécutif de la société de production « Le Carré rouge »
- 2007‒2008 — « Le tetris humain », sur la Première chaîne, présentation avec Ivan Ourgant, producteur exécutif
- 2008 ‒ jusqu'à ce jour, directeur général de la société de production « Le Médium » qui a à son actif les émissions « La grande différence », la série « Boutovo Sud » et d'autres.
- 2008 ‒ « Une minute de gloire », sur la Première chaîne, présente la 3e saison, et un concert de gala avec Ksenia Sobtchak
- 2008 ‒ jusqu'à ce jour, « La grande différence », sur la Première chaîne, présentation avec Ivan Ourgant, producteur exécutif
- juin 2008 ‒ après avoir quitté le poste de directeur général adjoint pour les émissions spéciales de la Première chaîne, crée la société de production « Le Médium » qui vend ses émissions à la Première chaîne et à TV Centre.
- juin 2008 ‒ « La Compagnie du chant », sur la chaîne TV Centre, producteur exécutif
- 2008 ‒ jusqu'à ce jour, « Projectorparishilton », sur la Première chaîne, présentation avec Ivan Ourgant, Sergueï Svetlakov et Garik Martirossian
- 13 septembre 2009‒19 septembre 2010 — « Boutovo Sud », sur la Première chaîne, producteur exécutif
- novembre 2009‒décembre — « Le couple Pinochet  », sur NTV, producteur exécutif
- 2010 ‒ « La grande différence, en Ukrainien », avec Ivan Ourgant
- 23 janvier 2011 ‒ « Ni Be Ni Me Nekhilo »
- 2012 ‒ « Vous vivrez », sur la chaîne REN TV, producteur exécutif

## Filmographie
- 1999 : Chroniques privées. Monologue
- 2005 : Madagascar
- 2008 : Madagascar 2
- 2012 : Cendrillon
- 2012 : Madagascar 3

## Théâtre
- 2005 — Po Po, d'après l’œuvre d'Edgar Allan Poe, en collaboration avec Ievgueni Grichkovets

## Distinctions
- Le prix « Profi »
- Le prix « Etoile »
- Le prix « Ovation »
- Le prix « Gramophone d'Or »
- Le prix « TEFI »